# Praise You
Praise you is een single van Fatboy Slim, pseudoniem voor Norman Cook. Het is de derde single afkomstig van zijn album You’ve come a long way, baby.
Praise you bevat een aantal samples:
- Camille Yarbrough: Take yo’ praise
- JBL: Balance and rehearsal van testplaat Sessions
- Mickey Mouse Disco: It’s a small world
- thema van televisieserie Fat Albert and the Cosby kids.

De bijbehorende videoclip van slechts 3:46 werd geregisseerd door Spike Jonze, die zelf als Richard Koufey te zien in de (denkbeeldige) dansgroep Torrance Community Dance Group. De videofilm is gemaakt door het denkbeeldige Torrance Public Film Production. In het filmpje is te zien hoe de dansgroep als flashmob illegaal danst op het terrein van een bioscoop in Westwood (Californië). Een medewerker verstoort de “opname”. Fatboy Slim is zelf slechts een moment te zien in de clip, die maar 800 Amerikaanse dollars zou hebben gekost.
Het lied werd kort daarna opgenomen in een aantal televisieprogramma’s zoals Jeremy Clarkson: Meets the neighbours en Buffy the Vampire Slayer. Ook is het te horen in films, die teruggrijpen op die tijd of het thema van het plaatje, zoals Cruel Intentions.
In 2013 wordt een remix gemaakt door Maribou State en in 2018 door Purple Disco Machine.

## Hitnotering
Praise you stond twintig weken in de Billboard Hot 100, maar kwam niet verder dan plaats 36, toch Fatboy Slims grootste hit aldaar. In de UK Singles Chart wist het voor één week de eerste plaats te halen in veertien weken notering, ook een piek in zijn carrière aldaar. Nederland en zeker België moesten er niet veel van hebben. De Belgische BRT Top 30 werd niet gehaald. De Vlaamse Ultratop 50 werd ook niet gehaald, het bleef steken in de tipparade.

### Nederlandse Top 40
| Positie: | 39 | 32 | 39 | uit |

### NederlandseMega Top 100
| Positie: | 83 | 54 | 46 | 46 | 52 | 64 | 72 | 92 | uit |

### NPO Radio 2 Top 2000
Het dook in 2014 ineens op in de Top 2000. Het was wel regelmatig te horen in de 90s Request Top 100.

| Nummer met noteringen in de NPO Radio 2 Top 2000 | '14  | '15  | '16  | '17  | '18  | '19  | '20  | '21  | '22  | '23 | '24  |
| ------------------------------------------------ | ---- | ---- | ---- | ---- | ---- | ---- | ---- | ---- | ---- | --- | ---- |
| Praise You                                       | 1695 | 1646 | 1397 | 1465 | 1730 | 1874 | 1817 | 1879 | 1790 | -   | 1941 |

1. ↑  Een '-' betekent dat het nummer niet was genoteerd en een vetgedrukt getal geeft de hoogste notering aan.
2. ↑  2014 was het eerste jaar met een notering voor dit nummer.